# Rui Costa (calciatore 1996)
Rui Pedro Silva Costa (Vila Nova de Famalicão, 20 febbraio 1996) è un calciatore portoghese, attaccante del Farense.

## Caratteristiche tecniche
È un centravanti.

## Carriera
Cresciuto nel settore giovanile del Varzim, debutta in prima squadra il 31 luglio 2016 in occasione dell'incontro di Taça da Liga vinto 2-1 contro l'Olhanense; in poco tempo si ritaglia un ruolo da titolare collezionando 14 reti in 45 incontri fra campionato e coppe nazionali. Al termine della stagione viene acquistato dal Portimonense, che lo gira contestualmente in prestito al Famalicão; le buone prestazioni fornite nella prima metà di stagione convincono il club bianconero ad anticiparne il rientro, ed il 31 marzo 2018 debutta in Primeira Liga nel corso dell'incontro vinto 4-3 contro il Moreirense.
Nel luglio seguente si trasferisce al Porto dove gioca una stagione nella seconda squadra in Segunda Liga; il 6 luglio seguente si trasferisce in Spagna all'Alcorcón dove viene impiegato in 22 incontri nella seconda divisione del Paese. Al termine della stagione cambia nuovamente casacca firmando per il Deportivo La Coruña in Segunda División B; poco utilizzato nella prima parte di stagione, a gennaio fa ritorno in patria al Santa Clara.

## Statistiche
Statistiche aggiornate al 5 marzo 2021.

### Presenze e reti nei club
| Stagione        | Squadra             | Campionato      | Campionato | Campionato | Coppe nazionali | Coppe nazionali | Coppe nazionali | Coppe continentali | Coppe continentali | Coppe continentali | Altre coppe | Altre coppe | Altre coppe | Totale | Totale | Totale |
| Stagione        | Squadra             | Comp            | Pres       | Reti       | Comp            | Pres            | Reti            | Comp               | Pres               | Reti               | Comp        | Pres        | Reti        | Pres   | Reti   |        |
| --------------- | ------------------- | --------------- | ---------- | ---------- | --------------- | --------------- | --------------- | ------------------ | ------------------ | ------------------ | ----------- | ----------- | ----------- | ------ | ------ | ------ |
| 2014-2015       | Varzim B            | 4L              | 12         | 3          |                 | -               | -               |                    | -                  | -                  |             | -           | -           | 12     | 3      |        |
| 2015-2016       | Varzim B            | CdP             | 31         | 5          |                 | -               | -               |                    | -                  | -                  |             | -           | -           | 31     | 5      |        |
| 2016-2017       | Varzim              | LdH             | 41         | 14         | CP+CdL          | 1+3             | 0               |                    | -                  | -                  |             | -           | -           | 45     | 14     |        |
| 2017-gen. 2018  | Famalicão           | LdH             | 17         | 10         | CP+CdL          | 1+0             | 0               |                    | -                  | -                  |             | -           | -           | 18     | 10     |        |
| gen.-giu. 2018  | Portimonense        | PL              | 1          | 0          | CP+CdL          | 0               | 0               |                    | -                  | -                  |             | -           | -           | 1      | 0      |        |
| 2018-2019       | Porto B             | LdH             | 20         | 3          |                 | -               | -               |                    | -                  | -                  |             | -           | -           | 20     | 3      |        |
| 2019-2020       | Alcorcón            | SD              | 22         | 3          | CR              | 1               | 0               |                    | -                  | -                  |             | -           | -           | 23     | 3      |        |
| 2020-gen. 2021  | Deportivo La Coruña | SDB             | 7          | 0          | CR              | 2               | 0               |                    | -                  | -                  |             | -           | -           | 9      | 0      |        |
| gen.-giu. 2021  | Santa Clara         | PL              | 4          | 1          | CP              | 0               | 0               |                    | -                  | -                  |             | -           | -           | 4      | 1      |        |
| Totale carriera | Totale carriera     | Totale carriera | 155        | 39         |                 | 8               | 0               |                    | -                  | -                  |             | -           | -           | 163    | 39     |        |